# Francesc Tutzó Bennàssar
Francesc Tutzó Bennàssar (Maó, 1940) és un polític menorquí de la UCD que fou el primer president del Consell Insular de Menorca: del 1979 al 1983.
Durant aquesta legislatura tengué de vicepresident Antoni Casanovas Franco. Fou president del Consell General Interinsular del setembre del 1982 al maig de 1983. El 2006 rebé la Medalla d'Or de la Comunitat Autònoma de les Illes Balears.